# الأحمر والأبيض والأسود (فلم)
الأحمر والأبيض والأسود فيلم سوري يقدم قصة واقعية من الحياة لفترة ما قبل حرب تشرين التحريرية عام 1973 وتدور أحداث الفيلم عبر شخصيات أبو حمدي وعزيزة والأستاذ المثقف المقدر لتاريخه وبلده والطفل حسن ومجموعة من الشخصيات.
- - إنتاج :  المؤسسة العامة للسينما  - دمشق / سورية
  - مدير الإنتاج :نعيم الحصري
  - مونتاج:غازي منافيخي
  - سيناريو:محمد مرعي فروح
  - التصوير :عبده حمزة وعلي مكية
  - إخراج: بشير صافية

## بطولة وتمثيل
مني واصف
- - أحمد عداس
  - أحمد أيوب
  - أميمة الطاهر
  - عبد السلام الطيب
  - يوسف شويري
  - محمد الشماط
  - ياسين ارناؤوط

والاطفال :-
- - موريس بردويل
  - محمد ادريس
  - عبدالؤوف دعبول
  - نهاد مرادي
- T. S. W